# Fabian Rösch
Fabian Rösch (* 1994 in München) ist ein deutscher Jazzmusiker (Schlagzeug).

## Leben und Wirken
Rösch, der in einer musikbegeisterten Familie in Oberhaching aufwuchs, erhielt ab dem fünften Lebensjahr Musikunterricht in Schlagzeug und Trompete; seit 2008 unterrichtete ihn Guido May. Mit 16 Jahren begann er bereits, an der Hochschule für Musik und Theater München im Hauptfach Jazz-Schlagzeug zu studieren. 2012 wechselte er ans Jazz-Institut Berlin, wo er 2016 bei John Hollenbeck mit dem Bachelor abschloss.
Als Sideman von internationalen Musikern und Künstlern war Rösch bereits während des Studiums in Kanada, Albanien, Tschechien, Italien, Österreich und der Schweiz unterwegs. Er gehörte zum Quartett von Matthias Lindermayr und ist seit 2014 Mitglied des Quintetts Offshore, mit dem er zwei Alben vorlegte. Seit 2015 spielt er im Quintet von Marc Doffey. Weiterhin gehörte er zu den Bands von Veronika Zunhammer, Andreas Herrmann, Friederike Merz, Toms Rudzinskis, Mirna Bogdanović und zur Bigband Heisser Hirte.

## Preise und Auszeichnungen
Nach dem Landeswettbewerb Jugend jazzt 2006 als Solist gewann Rösch 2012 den Biberacher Jazzpreis mit dem Matthias Lindermayr Quartett. Mit dem Marc Doffey Quintett erhielt er nicht nur 2015 den Saar Jazzpreis, sondern wurde 2016 erster Preisträger des Jungen Deutschen Jazzpreises und des Jungen Münchner Jazzpreises.

## Diskographische Hinweise
- Marc Doffey Quintett: Taking Direction (Mons Records 2016, mit Sabeth Pérez, Bertram Burkert, Thomas Kolarczyk)
- Andreas Herrmann: The Child in Me (Unit Records 2017, mit Norbert Scholly, Arne Huber)
- Offshore: Preen (Klaeng 2017, mit Christoph Möckel, Dierk Peters, Constantin Krahmer, Oliver Lutz)
- Gaststätte Zum Heissen Hirten (Housemaster Records 2018)